# Bout de Zan et le Ver solitaire
Bout de Zan et le Ver solitaire és una pel·lícula muda francesa escrita i dirigida per Louis Feuillade i estrenada el 27 de febrer de 1914.
Aquesta pel·lícula forma part de la sèrie Bout de Zan.

## Repartiment
- René Poyen : Bout de Zan